# Pruden
Prudencio Sánchez Hernández dit Pruden (né le 1er septembre 1916 à Babilafuente, Province de Salamanque en Espagne et mort le 25 février 1998 à Madrid) était un footballeur espagnol.
Il est connu pour avoir été Pichichi, soit meilleur buteur de La Liga durant la saison 1940–1941, avec 30 buts.

## Palmarès
Atlético Madrid :
- Vainqueur du championnat d'Espagne (1) : 1941
- Meilleur buteur du championnat d'Espagne (1) : 1941

 Real Madrid CF :
- Vainqueur de la coupe d'Espagne (2) : 1946, 1947